# Ветожетка (деревня)
Ветоже́тка — деревня в Пеновском районе Тверской области России. В составе Серёдкинского сельского поселения.

## География
Находится в 15 км к юго-востоку от районного центра Пено, в 1 км от деревни Серёдка, на реке Ветожетка.

## История
В средние века данная местность была частью ржевской волости Волго. Погост Витожетка является «наследником» двух монастырей и погоста, некогда стоявших вдоль небольшой речки Витожетки, впадающей в Жукопу. Нынешний погост стоит на месте небольшого, по-видимому, женского Пятницкого монастыря, упоминаемого в 1589 году.
В Списке населенных мест Тверской губернии 1859 года в Осташковском уезде значится погост Витожетка, 4 двора, 20 жителей, православная церковь.
В 1997 году деревня Ветожетка в составе Середкинского сельского округа, в ней числятся 2 хозяйства, 3 жителя.

## Население
| 1859 | 1997 | 2002 | 2010 |
| ---- | ---- | ---- | ---- |
| 20   | ↘3   | ↘2   | ↘1   |

## Достопримечательности
В деревни расположена действующая Церковь иконы Божией Матери "Знамение" (1820).